# Broder Henrik Rapp
Broder Henrik Rapp, född 4 mars 1992 i Bjursås, är en svensk artist och låtskrivare som skriver textbaserad pop/rock på svenska. 

## Karriär
Hösten 2018 debuterade Broder Henrik Rapp med albumet "Är vi underhållna nu?"
I februari 2019 kom uppföljningsalbumet "Idioter lär oss och vi lär varann".  Sommaren 2019 spelade Broder Henrik Rapp  på festivalerna Way out West och Peace and Love. 
Den 24 april 2020 släpptes singeln "Omgiven av idioter" som gjordes i samarbete med Andres Dahlbäck. 

## Diskografi
Album
- 2018: Är vi underhållna nu?[7]
- 2019: Idioter lär oss och vi lär varann[8]

Singlar
- 2018: Svarta Hem[9]
- 2018: Gräsänklingsgrav[10]
- 2019: Säg Mig Vad Du Ser[11]
- 2019: Vad Gör Vi Sen?[12]
- 2019: Överallt, Peter Morén[13]
- 2019: nöjdman[14]
- 2020: Omgiven av idioter[15]

## Priser och nomineringar

### Priser
- 2019: Årets nykomling i Dalecarlia Music Awards[2]
- 2020: Årets album Dalecarlia Music Awards (Idioter lär oss och vi lär varann)[3]
- 2020: Falu kulturstipendium[16]

### Nomineringar
- 2020: Året låtskrivare Dalecarlia Music Awards
- 2020: GAFFA "Årets genombrott" & "Årets pop/rock"[17]